# DJ Babu

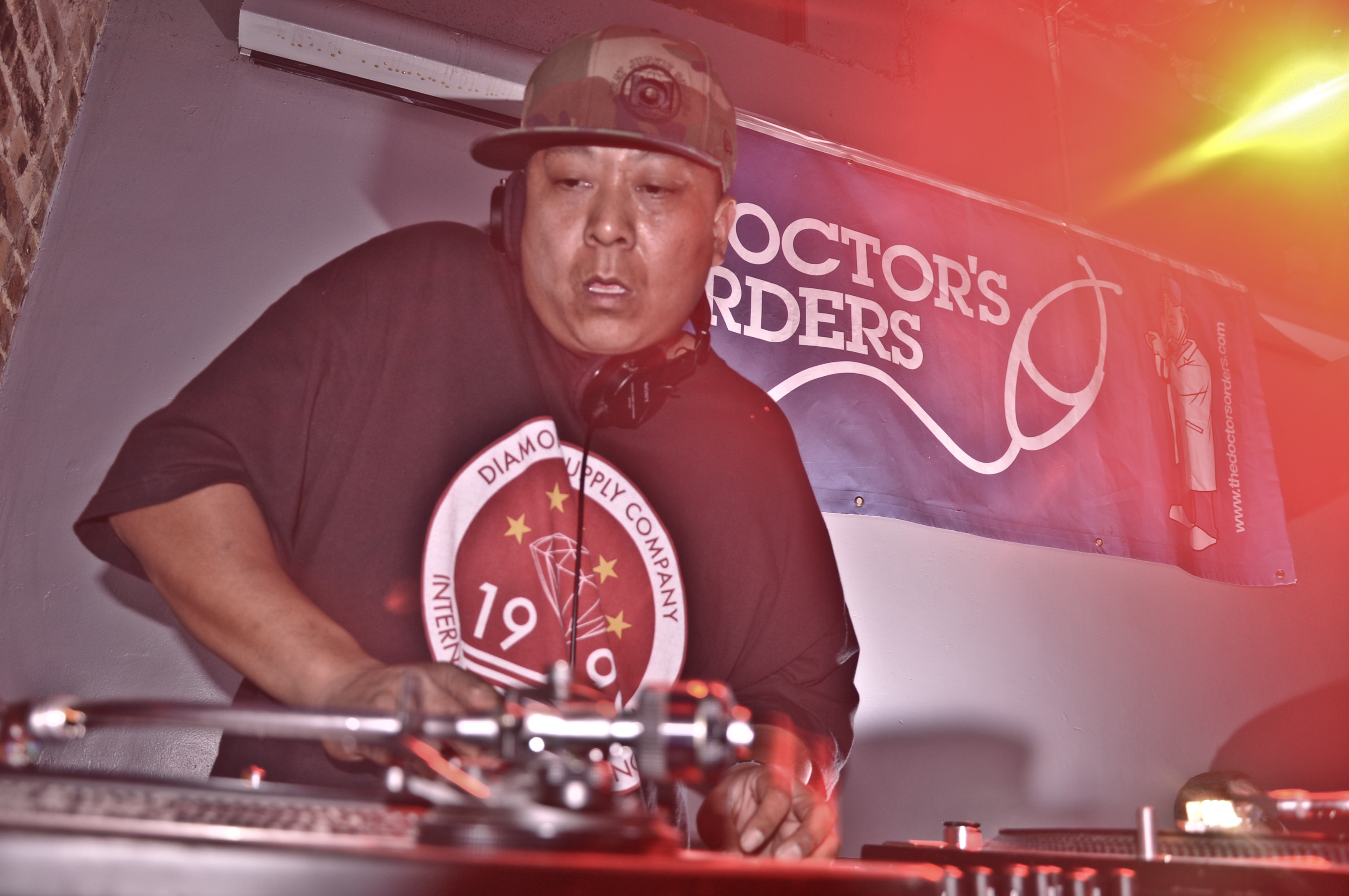
DJ Babu (2010)

DJ Babu (* 17. September 1974; bürgerlich Chris Oroc) ist ein DJ, der mit seiner Crew, den Beat Junkies (Mitglieder unter anderem DJ Melo-D, DJ Rhettmatic, J-Rocc und DJ Shortkut), den Begriff Turntablism entscheidend geprägt hat. Babu ist ein Filipino-Amerikaner und lebt in Los Angeles.
Er ist neben Rakaa Iriscience und Evidence Mitglied der Formation Dilated Peoples. Seine Aktivität in beiden Gruppen brachte ihm den Spitznamen „Babu The Dilated Junkie“ ein.
Er gewann 1997 erstmals in der Geschichte des Turntablism zugleich drei Titel in drei Kategorien des ITF DJ Battles: Den ITF Beatjuggling World Champion, den ITF Scratching World Champion und mit seiner Crew, den Beat Junkies, den ITF Team World Champion Titel. Das ITF DJ Battle gilt als eines der bedeutendsten international organisierten DJ-Battles.
Unter dem Namen Turntablist produzierte DJ Babu eine der meistgenutzten Scratchplatten überhaupt: Die Super Duck Breaks (erschienen 1996 auf Stones Throw Records) und den Nachfolger, die Super Duper Duck Breaks (2001 ebenfalls auf Stones Throw Records).
Neue Veröffentlichungen umfassen unter anderem die Reihe Duck Season Vol. 1 und Vol. 2 (beide erschienen auf Sequence Records), die von DJ Babu produziert, Gastauftritte verschiedener MCs enthält.
2008 wurde DJ Babu bei den Hiphop.de Awards als „Bester Turntablist“ des Jahres prämiert.

## Diskografie

### Solo
- 1996: Super Duck Breaks
- 2000: Super Duper Duck Breaks
- 2002: Duck Season Vol. 1
- 2003: Duck Season Vol. 2
- 2007: The Beat Tape Vol. 1
- 2008: Duck Season Vol. 3
- 2010: The Beat Tape Vol. 2

### Mit denBeat Junkies
- 1997: The World Famous Beat Junkies Vol. 1
- 1998: The World Famous Beat Junkies Vol. 2
- 1999: The World Famous Beat Junkies Vol. 3

### Mit denDilated Peoples
- 2000: The Platform
- 2001: Expansion Team
- 2004: Neighborhood Watch
- 2006: 20/20
- 2007: The Release Party (DVD mit Bonus-CD)
- 2014: Directors of Photography

### MitDefarialsLikwit Junkies
- 2005: The L.J.s

### MitRakaa IrisciencealsExpansion Team Soundsystem
- 2005: World on Wheels